# Alchemilla abchasica
Alchemilla abchasica är en rosväxtart som beskrevs av Robert Buser. Alchemilla abchasica ingår i släktet daggkåpor, och familjen rosväxter. Inga underarter finns listade i Catalogue of Life.